# Gene Simmons
Gene Simmons (eredeti neve: Chaim Witz, Tirat HaCarmel, Izrael, 1949. augusztus 25.) magyar származású, izraeli születésű amerikai zenész, basszusgitáros, a Kiss együttes egyik alapító tagja.
Édesanyja, Kovács Flóra, Magyarországon született. Édesapja, Witz Ferenc szintén magyar. Simmons beszél magyarul.

## Diszkográfia

### Szóló
- Gene Simmons (1978)
- Sex Money Kiss (audiobook CD), 2003)
- Asshole (2004)
- Speaking in Tongues (spoken word CD, 2004)
- Naji (TBA)
- Alter Ego (150 demo box) (coming 2009)

## Filmszerepek
| Év   | Film                                                         | Szerep                         | Bandatagok                             | Egyéb                       |
| ---- | ------------------------------------------------------------ | ------------------------------ | -------------------------------------- | --------------------------- |
| 1978 | Kiss Meets the Phantom of the Park                           | The Demon                      | Peter Criss, Ace Frehley, Paul Stanley | TV movie                    |
| 1984 | Runaway                                                      | Dr. Charles Luther             |                                        |                             |
| 1986 | Trick or Treat                                               | Nuke (radio DJ)                |                                        | Ozzy Osbourne also appeared |
| 1986 | Never Too Young to Die                                       | Carruthers / Velvet Von Ragner |                                        |                             |
| 1987 | Foglalkozása: fejvadász                                      | Malak Al Rahim                 |                                        |                             |
| 1988 | The Decline of Western Civilization Part II: The Metal Years | Saját maga                     | Paul Stanley                           | Documentary                 |
| 1989 | Red Surf                                                     | Doc                            |                                        |                             |
| 1999 | Detroit Rock City                                            | Saját maga                     | Peter Criss, Ace Frehley, Paul Stanley | Simmons also produced       |
| 2002 | The New Guy                                                  | Reverend                       |                                        |                             |
| 2002 | Wish You Were Dead                                           | Vinny                          |                                        |                             |
| 2008 | Detroit Metal City                                           | Jack ill Dark                  |                                        | Japanese movie              |
| 2009 | Extract                                                      | Joe Adler                      |                                        |                             |
| 2010 | The Wolfman                                                  | The Wolfman (voice)            |                                        |                             |

### Tévés szereplései
| Év   | Előadás                            | Episode                                   | Szerep                                   | Bandatagok                              | Egyéb                                                                                                   |
| ---- | ---------------------------------- | ----------------------------------------- | ---------------------------------------- | --------------------------------------- | --- |
| 1974 | The Mike Douglas Show              | June 11, 1974                             | Saját maga                               | Peter Criss, Ace Frehley, Paul Stanley  | Kiss' first national television appearance, performed "Firehouse"                                       |
| 1976 | The Paul Lynde Halloween Special   | October 29, 1976                          | Himself                                  | Peter Criss, Ace Frehley, Paul Stanley  | The band performed "Detroit Rock City" and "King of the Night Time World", Peter Criss performed "Beth" |
| 1985 | Miami Vice                         | "Prodigal Son"                            | Newton Blade                             |                                         | |
| 1997 | Action League Now!                 | "Rock-A-Big-Baby"                         | Toy version of himself                   | Peter Criss, Ace Frehley, Paul Stanley  | Performed "Rock and Roll All Nite"                                                                      |
| 1998 | MADtv                              | October 31, 1998 (#406)                   | Saját maga                               | Peter Criss, Ace Frehley, Paul Stanley. | Halloween special; performed in five sketches                                                           |
| 2001 | Family Guy                         | "Egy nagyon különleges Griffin karácsony" | Animated version of himself              | Peter Criss, Ace Frehley, Paul Stanley  | |
| 2002 | Family Guy                         | "Irány Európa"                            | Animated version of himself              | Peter Criss, Ace Frehley, Paul Stanley  | |
| 2001 | Who Wants To Be a Millionaire?     | May 27, 2001                              | Saját maga                               |                                         | Won $32,000                                                                                             |
| 2002 | The Tonight Show with Jay Leno     | September 6, 2002                         | Saját maga                               |                                         | |
| 2003 | King of the Hill                   | "Reborn to Be Wild"                       | Jessie                                   |                                         | |
| 2004 | Third Watch                        | "Higher Calling"                          | Donald Mann                              |                                         | |
| 2004 | Third Watch                        | "Monsters"                                | Donald Mann                              |                                         | |
| 2004 | Third Watch                        | "More Monsters"                           | Donald Mann                              |                                         | |
| 2005 | American Idol                      | "Auditions: New Orleans"                  | Saját maga- guest judge                  |                                         | |
| 2005 | Family Guy                         | "Don't Make Me Over"                      | Animated version of himself/ Prisoner #3 |                                         | |
| 2005 | Mind of Mencia                     | Episode #1.7                              | Saját maga                               |                                         | |
| 2006 | The View                           | August 1, 2006                            | Saját maga                               |                                         | |
| 2007 | Spongebob Squarepants              | "The Battle of Bikini Bottom"             | Sea Monster                              |                                         | |
| 2007 | Shrink Rap                         | "Gene Simmons"                            | Saját maga                               |                                         | UK's More4 show                                                                                         |
| 2008 | Entertainment Tonight              | January 2, 2008                           | Saját maga                               |                                         | |
| 2008 | Jimmy Kimmel Live                  | January 18, 2008                          | Saját maga                               |                                         | |
| 2008 | Rachael Ray                        | March 11, 2008                            | Saját maga                               |                                         | |
| 2008 | Criss Angel Mindfreak              | "Mindfreaking with the Stars"             | Saját maga                               |                                         | |
| 2008 | Ugly Betty                         | "The Kids Are Alright"                    | Saját maga                               |                                         | |
| 2008 | Ugly Betty                         | "A Thousand Words by Friday"              | Saját maga                               |                                         | |
| 2008 | Are You Smarter Than a 5th Grader? | Episode #3.9                              | Saját maga                               |                                         | Won $500,000 for the Elizabeth Glaser Pediatric AIDS Foundation charity                                 |
| 2008 | The Celebrity Apprentice           | First three episodes                      | Saját maga                               |                                         | Fired in the third episode                                                                              |
| 2008 | Jingles                            |                                           | Celebrity judge                          |                                         | Mark Burnett reality show                                                                               |
| 2009 | American Idol                      | Season Finale                             | Saját maga                               | Eric Singer, Tommy Thayer, Paul Stanley | Performed medley of 3 songs with contestant Adam Lambert                                                |